# Canadian Art Club
 (août 2017).

Des membres du Canadian Art Club en 1909. Edmund Morris est debout à gauche et Horatio Walker est assis au milieu au premier plan.

Le Canadian Art Club est un collectif d'artistes fondé à Toronto en 1907. Il a été dissout après la mort de son cofondateur Edmund Morris en 1913. 

## Histoire
Le Canadian Art Club est fondé à Toronto à partir de 1907 et vingt artistes y ont adhéré.
La première exhibition annuelle se tient du 4 au 17 février 1908. 

## Influences
Les membres du Club qui ont exposé leurs travaux ont été fortement influencés par l'école de la Haye, l'école Barbizon, la peinture britannique de plein-air, le peintre américain Whistler et par les impressionnistes. Des œuvres réalisées par les membres ont été très bien reçues par les critiques[Lesquelles ?], et les militants du Club ont joué les rôles d'importants catalyseurs pour un changement à la fois artistique et institutionnel.

## Expositions
Une exposition annuelle est organisée chaque année,.
- 1ère exposition annuelle : 4 au 17 février 1908.
- 2e exposition annuelle : 1er au 20 mars 1909  ainsi qu'une exposition consacrée aux portraits aux autochtones d'Amérique et de paysages réalisés par   Edmund Morris et tenue dans la galerie du club du 30 mars au 17 avril 1909[2],[3].
- 3e exposition annuelle : 7 au 27 janvier 1910 puis au musée des beaux-arts de Montréal  du14 février au 12 mars 1910.
- 4e exposition annuelle : 3 au 25 mars 1911.
- 5e exposition annuelle : 8 au 27 février 1912.
- 6e exposition annuelle : 9 au 31 mai 1913.
- 7e exposition annuelle : 1er au 30 mai 1914.
- 8e exposition annuelle : 7 au 30 octobre 1915.

## Membres
À sa création, le collectifs regroupent des artistes peintres et sculpteurs.
- William Edwin Atkinson (en) : peintre et membre du conseil exécutif.
- J. Archibald Browne (en) : peintre et membre du conseil exécutif.
- William Brymner : peintre.
- Franklin Brownell : peintre.
- Maurice Cullen : peintre.
- Clarence Gagnon : peintre.
- James Wilson Morrice : peintre.
- Edmund Morris[4] : peintre et membre du conseil exécutif.
- Horatio Walker : peintre.
- Homer Watson : peintre, président et membre du conseil exécutif.
- Curtis Williamson (en) : peintre et membre du conseil exécutif.
- Walter Allward : sculpteur et membre du conseil exécutif.
- Alexander Phimister Proctor (en) : sculpteur.

Autres membres honorables :
- Lewis W. Clemens : secrétaire-trésorier.
- Henry Ivan Neilson : peintre.
- James Kerr-Lawson : peintre.
- D. R. Wilkie : président honorable.